# يوجين برغر
يوجين برغر (بالإنجليزية: Eugene Burger)‏ هو ساحر استعراضي أمريكي، ولد في 1 يونيو 1939 في شيكاغو في الولايات المتحدة، وتوفي في 8 أغسطس 2017 بسبب سرطان الكبد.

## وصلات خارجية
- الموقع الرسمي
- يوجين برغر على موقع IMDb (الإنجليزية)
- يوجين برغر على موقع أول موفي (الإنجليزية)
- يوجين برغر على موقع كينوبويسك (الروسية)